# Eccellenza Umbria 2004-2005
Il campionato italiano di calcio di Eccellenza regionale 2004-2005 è il quattordicesimo organizzato in Italia. Rappresenta il sesto livello del calcio italiano ed il maggiore in ambito regionale.
Questo è il girone unico organizzato dal Comitato Regionale dell'Umbria.

## Squadre partecipanti
| Squadra           | Città (provincia)                              | Stagione 2003-04                                                     |
| ----------------- | ---------------------------------------------- | -------------------------------------------------------------------- |
| Arrone            | Arrone (TR)                                    | 11° in Eccellenza Umbria, salvo dopo spareggio                       |
| Bastia            | Bastia Umbra (PG)                              | 5° in Eccellenza Umbria                                              |
| Cannara           | Cannara (PG)                                   | 8° in Eccellenza Umbria                                              |
| Castel Rigone     | Castel Rigone di Passignano sul Trasimeno (PG) | 12° in Eccellenza Umbria, salvo dopo i play out                      |
| Città di Castello | Città di Castello (PG)                         | 3° in Eccellenza Umbria                                              |
| Deruta            | Deruta (PG)                                    | 13° in Eccellenza Umbria, retrocesso dopo i play out e poi ripescato |
| Massa Martana     | Massa Martana (PG)                             | 1° in Promozione Umbria/B, promosso                                  |
| Narnese           | Narni (TR)                                     | 4° in Eccellenza Umbria                                              |
| Nestor            | Marsciano (PG)                                 | 9° in Eccellenza Umbria                                              |
| Ortana            | Orte (VT)                                      | 6° in Eccellenza Umbria                                              |
| Pontevecchio      | Ponte San Giovanni di Perugia                  | 10° in Eccellenza Umbria                                             |
| San Sisto         | San Sisto di Perugia                           | 14° in Eccellenza Umbria, salvo dopo i play out                      |
| Torgiano          | Torgiano (PG)                                  | 7° in Eccellenza Umbria                                              |
| Trestina          | Trestina di Città di Castello (PG)             | 1° in Promozione Umbria/A, promosso                                  |
| Umbertide Tiberis | Umbertide (PG)                                 | 2° in Eccellenza Umbria                                              |
| Virgilio Maroso   | Terni                                          | 4° in Promozione Umbria/B, promossa dopo play off                    |

## Classifica finale
|  | Pos. | Squadra           | Pt | G  | V  | N  | P  | GF | GS | DR  |
|  | ---- | ----------------- | -- | -- | -- | -- | -- | -- | -- | --- |
|  | 1.   | Narnese           | 52 | 30 | 15 | 7  | 8  | 39 | 33 | +6  |
|  | 2.   | Pontevecchio      | 49 | 30 | 13 | 10 | 7  | 44 | 32 | +12 |
|  | 3.   | Castel Rigone     | 46 | 30 | 11 | 13 | 6  | 32 | 26 | +6  |
|  | 4.   | Bastia            | 43 | 30 | 11 | 10 | 9  | 30 | 25 | +5  |
|  | 5.   | Virgilio Maroso   | 43 | 30 | 10 | 13 | 7  | 34 | 32 | +2  |
|  | 6.   | Arrone            | 43 | 30 | 12 | 7  | 11 | 40 | 35 | +5  |
|  | 7.   | Città di Castello | 41 | 30 | 9  | 14 | 7  | 33 | 32 | +1  |
|  | 8.   | Massa Martana     | 40 | 30 | 10 | 10 | 10 | 33 | 37 | -4  |
|  | 9.   | Ortana            | 40 | 30 | 11 | 7  | 12 | 36 | 43 | -7  |
|  | 10.  | Deruta            | 39 | 30 | 9  | 12 | 9  | 38 | 38 | 0   |
|  | 11.  | Trestina          | 38 | 30 | 9  | 11 | 10 | 35 | 36 | -1  |
|  | 12.  | San Sisto         | 38 | 30 | 9  | 11 | 10 | 29 | 29 | 0   |
|  | 13.  | Nestor            | 37 | 30 | 8  | 13 | 9  | 39 | 41 | -2  |
|  | 14.  | Cannara           | 36 | 30 | 11 | 3  | 16 | 32 | 28 | +4  |
|  | 15.  | Umbertide Tiberis | 31 | 30 | 7  | 10 | 13 | 28 | 37 | -9  |
|  | 16.  | Torgiano          | 24 | 30 | 5  | 9  | 16 | 32 | 50 | -18 |

Legenda:

      Promossa in Serie D 2005-2006.
      Ammessa ai play-off nazionali.
 Ammesse ai play-off o ai play-out.
      Retrocessa in Promozione Umbria 2005-2006.
Regolamento:

Tre punti a vittoria, uno a pareggio, zero a sconfitta.
In caso di arrivo a pari punti fra due squadre per attribuire il 1º posto (promozione diretta), il 16º posto (retrocessione diretta), il 5º posto (ultimo utile per i play-off) ed il 12º posto (primo utile per i play-out) si effettua una gara di spareggio in campo neutro.
In caso di arrivo di due o più squadre a pari punti, la graduatoria verrà stilata secondo la classifica avulsa tra le squadre interessate, che prevede in ordine i seguenti criteri: 
- Punti negli scontri diretti
- Differenza reti negli scontri diretti
- Differenza reti generale
- Reti realizzate in generale
- Sorteggio

Note:

Bastia, Virgilio Maroso ed Arrone terminarono il campionato a pari punti. Per determinare gli ultimi due piazzamenti utili per i play off si fece ricorso alla classifica avulsa, che premiò il Bastia con l'ammissione diretta, mentre l'altro posto venne assegnato dopo uno spareggio in campo neutro, che vide la vittoria della Virgilio Maroso sull'Arrone.
Trestina salvo dopo aver vinto in campo neutro lo spareggio per l'11º posto contro il San Sisto, che in seguito alla sconfitta è stato costretto a disputare i play out.

## Spareggi

### Spareggio 5º posto
|                 | Risultati     |        | Luogo |
| --------------- | ------------- | ------ | ----- |
| Virgilio Maroso | 1-1 (5-3 dtr) | Arrone | Terni |
|                 |               |        |       |

### Spareggio 11º posto
|          | Risultati     |           | Luogo       |
| -------- | ------------- | --------- | ----------- |
| Trestina | 1-1 (4-2 dtr) | San Sisto | Valfabbrica |
|          |               |           |             |

### Play-off

#### Tabellone
|  | Semifinali | Semifinali      | Semifinali | Semifinali | Semifinali |  |  | Finale             | Finale             | Finale |  |
|  |            |                 |            |            |            |  |  |                    |                    |        |  |
|  | 5          | Virgilio Maroso | 1          | 1          | 2          |  |  |                    |                    |        |  |
|  | 2          | Pontevecchio    | 1          | 3          | 4          |  |  | Pontevecchio (dts) | Pontevecchio (dts) | 3      |  |
|  | 4          | Bastia          | 0          | 0          | 0          |  |  | Castel Rigone      | Castel Rigone      | 1      |  |
|  | 3          | Castel Rigone   | 1          | 0          | 1          |  |  |                    |                    |        |  |

#### Semifinali
|                 | Risultati |                 |  |
| --------------- | --------- | --------------- |  |
| Virgilio Maroso | 1-1       | Pontevecchio    |  |
| Pontevecchio    | 3-1       | Virgilio Maroso |  |
|                 |           |                 |  |
| Bastia          | 0-1       | Castel Rigone   |  |
| Castel Rigone   | 0-0       | Bastia          |  |
|                 |           |                 |  |

#### Finale
|              | Risultati |               | Luogo        |
| ------------ | --------- | ------------- | ------------ |
| Pontevecchio | 3-1 (dts) | Castel Rigone | Bastia Umbra |
|              |           |               |              |

### Play-out
|                   | Risultati |                   |  |
| ----------------- | --------- | ----------------- |  |
| Umbertide Tiberis | 0-1       | San Sisto         |  |
| San Sisto         | 2-5       | Umbertide Tiberis |  |
|                   |           |                   |  |
| Cannara           | 2-2       | Nestor            |  |
| Nestor            | 1-0       | Cannara           |  |
|                   |           |                   |  |